# SアリーナX
SアリーナXとは、2006年7月2日から2007年7月29日まで放送していたSアリーナの日曜版。
毎回、選手をゲストキャスターとして迎えるプロレス・格闘技の情報番組。

## アシスタント
- 真鍋摩緒（初代、2006年7月2日 - 12月24日）
- ユウキロック（2代目、2007年1月7日 - 7月29日）

## サムライガール
毎回2名（たまに1名）でお便り募集などの告知するマスコットガール。最終回は4人全員で登場。
- 山口果歩
- 栗原美加
- 石川真琴
- 竹内綾香

## ゲストキャスター
1. 武藤敬司
2. 高山善廣
3. 西村修
4. 獣神サンダー・ライガー
5. 田中将斗
6. 志賀賢太郎
7. 鈴木健想
8. TAJIRI
9. 鈴木みのる
10. 大谷晋二郎
11. モハメド・ヨネ
12. 永田裕志
13. 藤波辰爾
14. 丸藤正道
15. 天山広吉
16. 郷野聡寛
17. 川田利明
18. 大森隆男
19. 金本浩二
20. 小島聡
21. チーム3D（ババ・レイ、ディーボン）
22. 吉江豊
23. 崔領二
24. 佐々木健介
25. 杉浦貴
26. 高木三四郎
27. "brother"YASSHI
28. 稔
29. 棚橋弘至
30. 鈴木鼓太郎、リッキー・マルビン
31. カズ・ハヤシ
32. 佐伯繁
33. アントーニオ本多
34. 中西学
35. 蝶野正洋
36. 力皇猛
37. 大鷲透
38. 潮崎豪
39. 菊田早苗
40. 日高郁人
41. 中嶋勝彦
42. 渡辺久江
43. 金丸義信、太田一平
44. 真壁刀義
45. 男色ディーノ
46. 森嶋猛
47. タイガーマスク
48. HG、RG
49. 志賀賢太郎
50. 村上和成
51. 高山善廣
52. ミノワマン
53. 大谷晋二郎
54. TARU
55. 山口果歩、石川真琴（総集編SP）
56. 三沢光晴